# Zankiren
Zankiren (A-72517) ist ein Peptid, das nur sehr schwer von Enzymen abgebaut werden kann. Es bewirkt eine Blutdrucksenkung durch eine Hemmung des Renin und wird daher als Renininhibitor bezeichnet. Zankiren soll als Medikament gegen arterielle Hypertonie eingesetzt werden. Erste Tierversuche wurden bereits abgeschlossen.